# Samuel García Sánchez

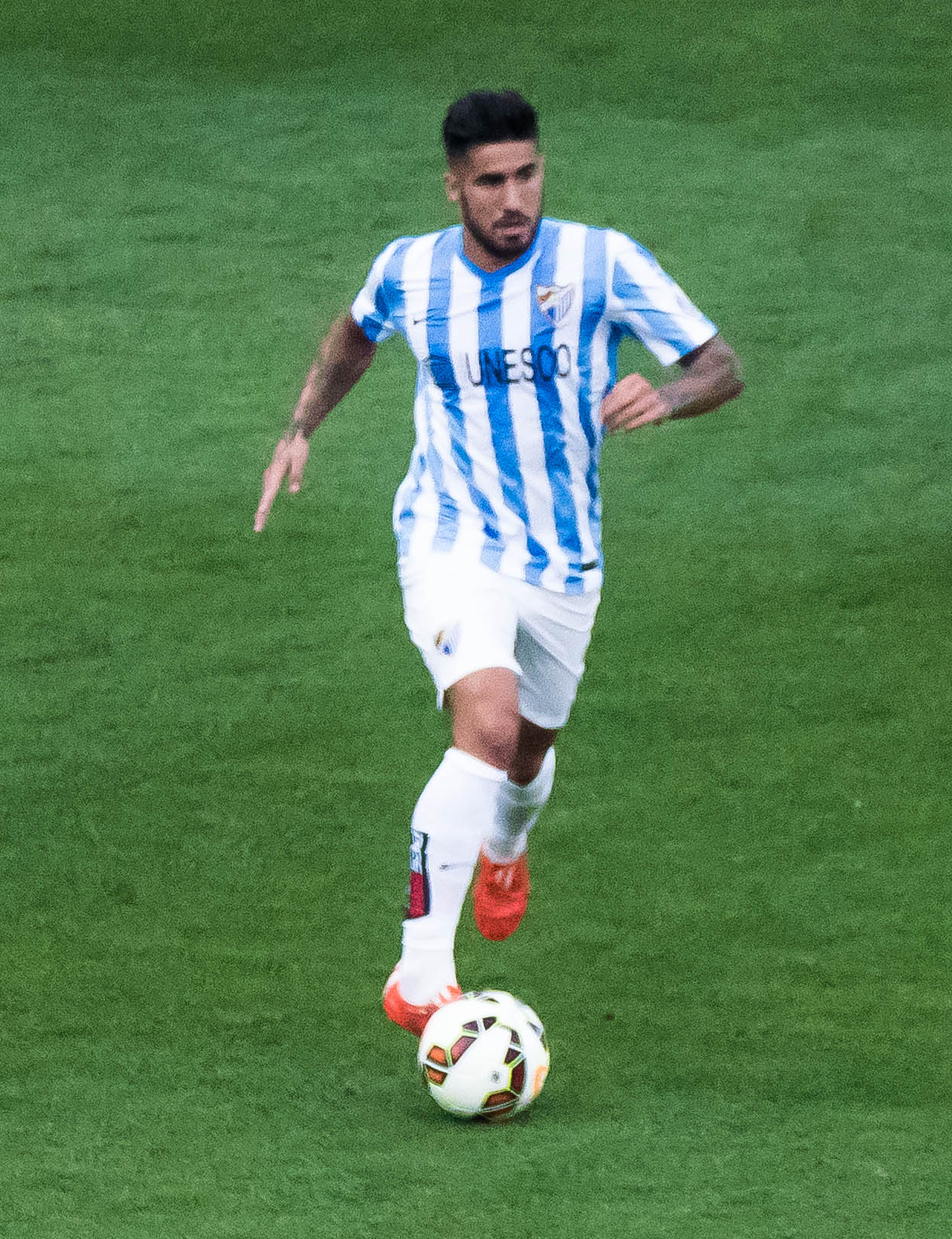
samuel garcia sanchez portant le numero 21 de Malaga

Samuel García Sánchez, plus connu sous le nom de Samu, est un footballeur espagnol né le 13 juin 1990 (27 ans) à Malaga en Espagne. Il évolue au poste de milieu offensif.

## Biographie
Le 18 juin 2015, il rejoint le club de Villarreal.
En janvier 2018, Samu est prêté à son ancien club de Málaga CF avec option d'achat.